# Springfield (The Simpsons)
Springfield é a cidade  habitada pelos personagens da série de televisão Os Simpsons.
Fundada em 1796 por Jebediah Springfield, Springfield parece ser uma pequena cidade. Ela possui uma central nuclear, duas igrejas protestantes (uma presbiteriana e a outra episcopal), duas escolas primárias, a Universidade de Springfield, alguns museus, um pequeno estádio de beisebol, um aeroporto, um porto, um cassino, um bairro de periferia, um sistema de metrô, um monotrilho, uma emissora de televisão e até uma ponte igual a do Brooklyn além de possuir também um letreiro semelhante ao de Hollywood. Apesar de possuir um porto, ela apresenta várias montanhas incluindo o 'Murderhorn'. Ela ainda apresenta um gueto, um distrito russo, sua cidade italiana e grega, uma vizinhança inteira judia, o bar do Moe, vários restaurantes, e ainda possui a pista de boliche de Barney Gumble.
A cidade mais próxima de Springfield é Shelbyville. Há uma forte rivalidade entre estas duas cidades, proveniente da rivalidade de seus fundadores, Jebediah Springfield e Shelbyville Manhattan. Manhattan queria fundar uma cidade onde os homens podiam casar com suas primas, mas J. Springfield rejeitou a ideia. Então Shelbyville decidiu fundar uma cidade, que seria sua  rival.

## Criação
O nome Springfield foi escolhido por Matt Groening, criador da série, por ser um nome bastante comum em cidades americanas. A cidade foi parcialmente inspirada em Melonville, a cidade de “Second City Television”. Matt gostou da ideia de ter um miniuniverso próprio e baseou parcialmente Os Simpsons nisso.
Vários episódios da série gozam com o fato de que a localização da cidade nunca tenha sido revelada, dando mais descrições contraditórias e interrompendo conversas sobre a localização da cidade. Porém há episódios que podem nos dar instruções que a Springfield, seria a Springfield capital do estado do Ilinois. Por exemplo, no episódio 7 da 10ª Temporada há um momento onde o superintendente da escola primária de Springfield cita que a escola foi eleita a pior cidade do estado do Missouri, tendo no entanto depois afirmado que isso acontecera antes de a escola ter sido mudada para o seu local atual. Mas no episódio "Por Trás das risadas", é dito que os Simpsons são "a família mais feliz deste lado do Kentucky".
Springfield não pode ser no Missouri, porque o Missouri não tem praias, só existem três estados onde Springfield pode estar, e apenas dois em que Springfield está direto na praia. São a Flórida e a Louisiana, mas a Florida é quente e as temperaturas mínimas chegam no máximo até 10 ºC, logo, não tem temperatura suficiente para ter neve. Portanto, provavelmente há mais certeza de que Springfield ficaria no estado da Louisiana do que na Flórida, único local com praia e que pode nevar no Natal. Ainda que há contradições sobre isso, pois Springfield recebe muita neve em todas as temporadas durante o Natal, já em Louisiana uma nevasca mais pesada é bem mais rara e não acontece em todos os natais. A terceira opção seria no Oregon onde nasceu o criador da série, Matt Groening, além de estar próxima do litoral, mas também pode ser descartada esta hipótese uma vez em que está próxima à costa, não localizada nela e, ademais, Matt Groening afirmou em 2012 que Springfield não está localizada nesse Estado.
Em The Simpsons – O Filme, a ideia de que Springfield não existe de facto, é enfatizada quando Ned Flanders refere os quatro estados fronteiriços como sendo Ohio, Nevada, Maine e Kentucky, a maioria dos quais são bastante separados uns dos outros, enquanto Kentucky e Ohio fazem fronteira um com o outro sem nenhum estado entre eles. Nos créditos finais do filme, aparece ‘Filmado em Springfield’. Para promover o filme, várias cidades pelos EUA chamadas Springfield competiram para que o filme estreasse nas suas cidades. Essa desavença foi criada pois, nos EUA existem 4 cidades de nome Springfield "significativas", em Missouri, Illinois, Massachusetts e Virginia. Cada um dos estados citados no filme, são fronteira de um estado onde há Springfield.
David Silverman, um dos diretores de Os Simpsons, já afirmou que Springfield fica no estado fictício de “North Takoma” (Takoma do Norte). Isto pode ser visto através das abreviações NT e TA usadas no programa. De qualquer maneira, esta afirmação nunca foi oficialmente confirmada em nenhum episódio ou por nenhum dos outros produtores da série. No jogo Simpsons Hit and Run Lisa Simpson diz a frase "I born in Michigan".

## História e economia
Springfield foi fundada em 1796 por ingleses que queriam achar uma passagem a Maryland, depois de terem interpretado mal uma passagem da Bíblia. A cidade sofreu diversos ataques indígenas, e ainda hoje muitos fortes e postos de comerciais podem ser encontrados lá, incluindo o Forte Springfield e o Fort Sensible. Ela também passou por duas batalhas durante a Guerra Civil Americana.
O fundador Jebediah Springfield é reconhecido em sua cidade como bravo e um herói patriota americano. Ele domou um búfalo selvagem e ainda matou um urso com suas mãos, seus fatos foram imortalizados com uma estátua de bronze em frente a prefeitura. Lisa Simpson descobriu que Jebediah Springfield era na verdade um apelido de Hans Sprungfeld, um pirata assassino e inimigo de George Washington, mas ela decidiu que o mito de Springfield deveria ser preservado.
Na metade do século XX, a cidade atingiu o ápice de seu sucesso, quando ela se tornou a casa de Aquacar, um carro que podia ser dirigido na água, como um barco. Neste momento a cidade estava realmente no crescimento e suas ruas foram literalmente cobertas com ouro. Mas a sua economia entrou em colapso quando foi descoberto que o aquacar explodia depois de 600 milhas. A cidade nunca se recuperou de tal tragédia. Algumas indústrias ainda restaram, incluindo: 'Ah! Fudge', 'chocolate', 'Southern Cracker' e 'Allied Biscuit'. A cervejaria Duff emprega muitos trabalhadores, apesar do concorrente Fudd disputar o mercado. Fogos de artifícios são montados em Springfield e um milhão de caixas são produzidas. Mas o maior empregador é provavelmente a usina nuclear.
Springfield quase foi escolhida para as Olimpíadas de verão, mas Bart Simpson deixou furiosos os integrantes do Comitê Olímpico Internacional. Bart uma vez acidentalmente destruiu a bandeira dos Estados Unidos, e os Simpsons foram convidados a explicar o fato. Mas isso fez parecer que Springfield odeia os Estados Unidos.
Por um curto período Springfield se dividiu em duas cidades, Velha Springfield e Nova Springfield. A velha foi comandada pelo prefeito Joe Quimby, enquanto Homer Simpson governou a Nova Springfield. As cidades foram reunificadas durante um show do The Who.
Tem o monopólio da eletricidade e a sua principal característica é ter funcionários pouco capacitados para trabalharem na central. Utiliza dois reatores de fissão lenta Fissionator 1952. É dirigida por Charles Montgomery Burns e seu assistente Waylon Smithers. Nela trabalham Homer J. Simpson, Carl Carlson, Lenny Leonard, entre outros trabalhadores. No jogo "The Simpsons: Tappet Out", a usina explode por culpa de Homer J. Simpson.

## Geografia e clima
A geografia de Springfield inclui montanhas, ravinas, sequoias gigantes, um deserto, uma floresta, lagos, rios e um vulcão. É localizada na costa de um oceano.
A avenida principal da cidade possui muitos problemas, com motoristas dirigindo com cargas extremamente pesadas e deixando correntes nos pneus depois da neve derreter. As cidades próximas de Springfield incluem North Haverbrook, Shelbyville, Ogdenville, Brockway e Cranford.
A cidade muda de episódio a episódio, às vezes possui arranha-céus no centro e outras vezes apenas pequenas lojas. Os prédios frequentemente mudam de posição de episódio a episódio.
Springfield é localizada em uma área que recebe muita chuva, e neve pesada. Mas a maioria dos dias é ensolarado com céu azul. Springfield também sofre com severas ondas de calor.
Springfield é perto de uma grande cadeia montanhosa. Ela também é localizada em um rio que corta uma grande ravina. Ela é afetada por quase todos os desastres naturais, incluindo avalanches, terremotos, chuvas ácidas, furacões, tempestades de raios, tornados, erupções vulcânicas, e até de um impacto de meteoro.
Visitantes são recomendados a vestir roupas contra radiação, pois a cidade deve ser a mais radioativa dos Estados Unidos. É tão perigosa que até o Sr. Burns, construiu uma saída para o caso de acidente nuclear.
Homer Simpson comprou uma nova frota de caminhões de resíduos para a cidade, mas a cidade foi forçada a coletar os resíduos de cidades vizinhas, para poder pagar pela frota. A cidade mudou-se para o sul em um episódio em que ficou tomada pelo excesso de resíduos.

## Criminalidade
Existem vários presídios em Springfield. O Departamento de Polícia de Springfield, chefiado por Clancy Wiggum é altamente corrupto e incompetente. Na maioria do tempo parece haver apenas três policiais (Wiggum, Lou e Eddie), apesar de no episódio em que Marge se torna uma policial outros policiais apareceram. Também existe a Polícia Federal de Springfield, oposto ao departamento inicial, que conquista todos os dias os patamares de Springfield.

## População e Cultura
Springfield é uma cidade pequena de valor cultural limitado, apesar de possuir grandes atracções.
Os habitantes de Springfield têm uma reputação péssima. Segundo Dr. Julius Hibbert, é a cidade onde o mais inteligente não tem poder, e o mais burro governa tudo. A revista Times uma vez descobriu uma história que titulava Springfield com "A pior cidade da América". A maioria dos cidadãos são muito burros, obesos, e ficam nervosos facilmente, apesar de os cidadãos de Shelbyville serem mais burros e atrasados. Springfield foi considerada a cidade mais gorda do mundo, quando seus cidadãos tentaram quebrar um recorde colectivo.
Springfield é a casa de pessoas de muitas raças, culturas, e credos, incluindo Europeus, Africanos, Latinos, Indianos e Orientais. Há uma enorme diferença entre seus cidadãos mais ricos como Krusty e Sr. Burns e cidadãos pobres como Nelson Muntz. A população é de 30.720 habitantes.
Springfield possui uma casa de ópera, um anfiteatro externo, e foi considerada a capital do entretenimento de seu estado. Há também um grande número de museus, incluindo o Museu de Springfield.

### Esportes
A cidade é a sede do Springfield Isotopes, um time da categoria AA da Minor League Baseball que joga no Duff Stadium. Os Isótopos foram a inspiração para o nome de um time das categorias de base do Florida Marlins (atualmente do Los Angeles Dodgers) na categoria AAA da Minor League Baseball, o Albuquerque Isotopes, com sede no Estado do Novo México.
Springfield possui também:
- Uma arena de basquete e hóquei no gelo, sede do Springfield Ice-O-Topes, time local de hóquei no gelo. A cidade pode também ter um time feminino de basquete que atua na mesma arena.
- Um grande estádio de futebol, que já foi sede de um jogo entre a Seleção Portuguesa e a Seleção Mexicana.
- Um circuito oval de corridas de carros, chamado Springfield Speedway.[11]
- Uma arena de corridas de cavalos e de cachorros, chamada Springfield Downs.
- Uma Associação de boxeadores semiprofissionais de Springfield.[12]
- O Springfield Atoms, que joga tanto beisebol quanto futebol americano.[13]

## Governo
O presidente da câmara de Springfield é o democrata Joe Quimby. A governadora do estado ficcional de Springfield é Mary Bailey.